# Жречество

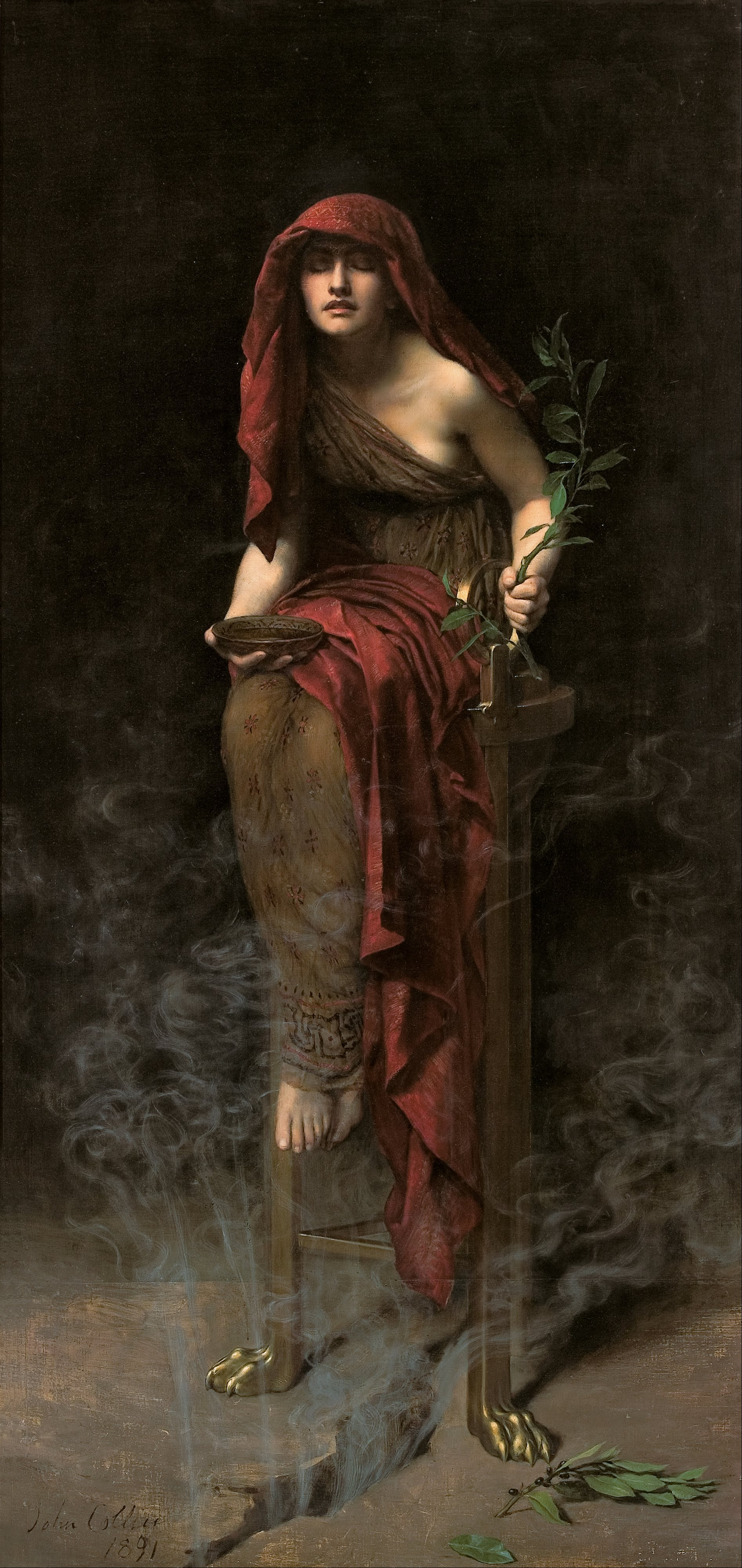
Джон Кольер «Дельфийская жрица» (1891)

Жре́чество — категория людей, профессионально занимавшаяся отправлением культов в домонотеистических религиях.
Жрец, жри́ца — языческий священнослужитель. Жрецы почитались как посредники в общении людей с миром богов и духов. По своему значению жрецы были предшественниками учёных, юристов, врачей, философов и так далее. В мировых религиях (буддизм, христианство, ислам) преемником жречества стало духовенство. Жречество сохранилось у некоторых первобытных народов Африки, Южной Америки и Океании.

## Этимология
Слово жречество происходит от древнерусского «жьрѣти» (ст.‑слав. жрѣти) — «приносить в жертву» и «совершать жертвоприношение», однокоренное со словом «жертва».— П. Я. Черных, Историко-этимологический словарь современного русского языка

Родственно др.-прусск. girtwei «хвалить», pogirrien вин. «хвала», лит. giriù, gýriau, gìrti «хвалить, прославлять», латыш. dzir̃t «славить», dzir̃tiês «хвалиться, напоминать о себе», др.-инд. gr̥ṇā́ti «взывает, превозносит», gīr- ж. «хвала, награда», лат. grātēs мн. «благодарность»— М. Фасмер, Этимологический словарь русского языка

## Возникновение
Возникновение жречества связано с развитием религии. У первобытных племён и некоторых современных народов (австралийцев-аборигенов, папуасов, ведда, огнеземельцев и других) не было специальных служителей культа; религиозно-магические обряды совершались преимущественно главами родовых групп от имени всего рода либо людьми, по личным качествам снискавшими репутацию знающих приёмы воздействия на мир духов и богов (знахари, шаманы и т. п.).
С развитием социальной дифференциации выделяются и профессионалы-жрецы, присваивающие себе исключительное право общения с духами и богами. Закрепляется преемственность жречества, иногда путём прямой наследственности жреческого звания. Складываются особые корпорации жрецов; они обычно и по происхождению, и по положению близки к вождям, которые и сами зачастую выполняют жреческие функции (священные вожди, «цари-жрецы»), либо составляют отдельное сословие.

## Жречество в древнем мире

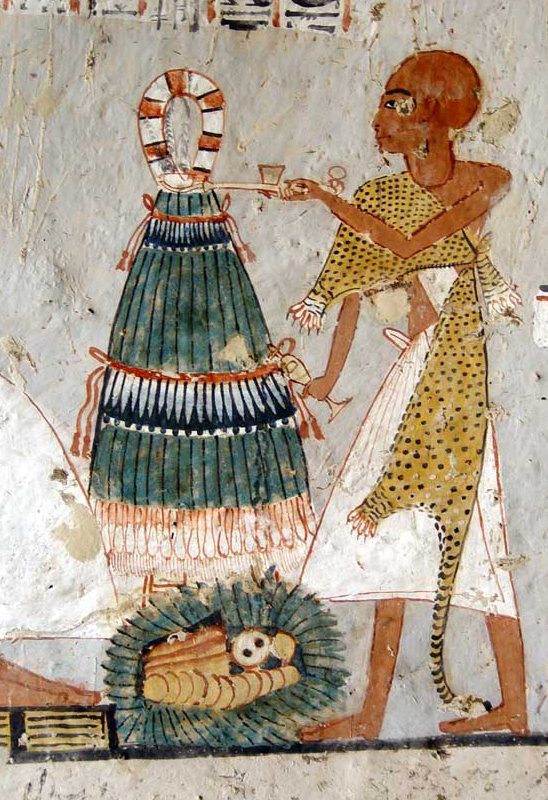
Древнеегипетский жрец в леопардовой шкуре совершает обряд подношения и воскурения. Новое царство

Влияние жречества на общества древних цивилизаций было велико. Жрецы традиционно соперничали с официальными властями в своём влиянии на людей.
В Древнем Египте, Вавилонии, Иране храмовое жречество владело огромными богатствами, землёй, рабами, располагало большой политической властью. Жрецы были хранителями научных знаний. В древней и средневековой Индии жрецы-брахманы, соперничавшие со светской властью, составляли более высокую касту. Аналогичное положение занимали жрецы и в древних государствах Америки (особенно в Мексике и Перу). В Иудее VI—I веках до н. э., когда не стало светской власти (царей), всё экономическое, политическое и идеологическое могущество сосредоточилось в руках иерусалимского жречества: это была «иерократическая» форма государства. Лишь в античной Греции и Риме жречество не играло самостоятельной роли — должности жрецов были выборными и замещались обычно гражданскими лицами, но и в этих государствах жрецы пользовались значительными преимуществами и оказывали влияние на политическую жизнь. В Китае даосскую религию возглавляли многочисленные жрецы (даосы), но конфуцианский культ всегда находился в руках светских лиц — от императора до главы рода.